# Svárov (Zlín)
Svárov (in tedesco Swarow) è un comune della Repubblica Ceca facente parte del distretto di Uherské Hradiště, nella regione di Zlín.